# Otroea cinerascens
Otroea cinerascens är en skalbaggsart. Otroea cinerascens ingår i släktet Otroea och familjen långhorningar.

## Underarter
Arten delas in i följande underarter:
- O. c. cinerascens
- O. c. vitticollis